# イソプロスカリン
イソプロスカリン(Isoproscaline)または4-(i)-プロポキシ-3,5-ジメトキシフェネチルアミンは、メスカリンのアナログである。プロスカリンと非常に近縁で、デヴィッド・E・ニコルズによって初めて合成された。

## 化学
イソプロスカリンは、フェネチルアミンに分類され、正式な化合物名は、2-(4-イソプロポキシ-3,5-ジメトキシフェニル)エタンアミンである。

## 効果
イソプロスカリンの精神薬理学的作用はほとんど分かっていない。アレクサンダー・シュルギンは、作用を及ぼす服用量を40-80 mg、持続時間は12-18時間としている。

## 薬理学
幻覚作用を及ぼす機構は、恐らく、幻覚性のトリプタミンおよびフェネチルアミン全てに共通するように、脳内の5-HT2A受容体へのアゴニスト作用によるものと考えられている。

## 危険性
イソプロスカリンの毒性は、未知である。

## 規制
アメリカ合衆国では規制されていないが、構造や作用がメスカリンと類似しているため、販売や所持は連邦類似体法により起訴されうる。